# Bergsjön (Håcksviks socken, Västergötland)
Bergsjön är en sjö i Svenljunga kommun i Västergötland och ingår i Ätrans huvudavrinningsområde.